# Centrochelys
Centrochelys è un genere di testuggine originaria del continente africano, che contiene una singola specie vivente e diverse specie estinte:
- † Centrochelys atlantica[1]
- † Centrochelys burchardi[1]
- † Centrochelys marocana[1]
- † Centrochelys robusta[1]
- † Centrochelys vulcanica[1]
- Centrochelys sulcata - testuggine sulcata africana

Nel 2021, lo stato della popolazione mondiale di Centrochelys sulcata è stato cambiato da Vulnerabile a in Pericolo dall'Unione internazionale per la conservazione della natura (IUCN) a causa degli incendi stagionali, del commercio internazionale di animali domestici e della competizione per il cibo e lo spazio con altri animali domestici.